# Анна Шаффер
Анна Шаффер (англ. Anna Shaffer, нар. 15 березня 1992) — англійська акторка, відома завдяки ролям Рубі Баттон в підлітковій мильній опері Голіокс, Ромільди Вейн в серії фільмів про Гаррі Поттера і Трісс Мерігольд  в серіалі Відьмак від Netflix.

## Біографія
Народилася в Лондоні, відвідувала середню школу Хайгейт Вуд в Лондоні, пізніше — школу для дівчаток Camden School for Girls.
19 грудня 2007 року обрана на роль Ромільди Вейн у фільмі Гаррі Поттер і напівкровний Принц, студентки четвертого курсу, яка намагалася використати любовне зілля на Гаррі. Потім вона зіграла цю ж роль в Гаррі Поттер і Смертельні реліквії: Частина 1 і Гаррі Поттер і Смертельні реліквії: Частина 2 у 2010 і 2011 роках..
У грудні 2010 року видання Liverpool Echo повідомило, що вісімнадцятирічна Шаффер приєднається до проекту Голіокс у ролі Рубі, сестри Дункан Баттон. Шаффер спочатку пробувалася на роль Лінн Холідей, але пізніше була затверджена як Рубі. Шаффер переїхала до Ліверпуля, де знімався Голіокс.
Дебют на екрані в ролі Рубі відбувся в епізоді від 3 січня 2011 року. Шафер покинула роль Рубі 13 лютого 2014 року.
Отримала роль Трісс Мерігольд  в серіалі Відьмак від Netflix.

## Фільмографія

### Фільми
| Рік  | Назва                                         | Роль          |
| ---- | --------------------------------------------- | ------------- |
| 2009 | Гаррі Поттер і напівкровний Принц             | Ромільда Вейн |
| 2010 | Гаррі Поттер і Смертельні реліквії: Частина 1 | Ромільда Вейн |
| 2011 | Гаррі Поттер і Смертельні реліквії: Частина 2 | Ромільда Вейн |

### Телебачення
| Рік     | Назва   | Роль            | Примітки       |
| ------- | ------- | --------------- | -------------- |
| 2011–14 | Голіокс | Рубі Баттон     | Регулярна роль |
| 2019    | Відьмак | Трісс Мерігольд |                |

### Музичні відео
| Роль | Назва                      | Примітки |
| ---- | -------------------------- | -------- |
| 2012 | YDEK by Warehouse Republic | Дівчина  |